# Nizza-Klassifikation
Die Nizza-Klassifikation, eine international anerkannte Markenklassifikation, ist ein internationales Abkommen über die Einteilung von Waren und Dienstleistungen für die Eintragung einer Marke.
Sie wird von der WIPO verwaltet und weltweit in mehr als 140 Ländern genutzt.

## Zielsetzung
Mit der Markenklassifikation werden die beanspruchten Bereiche der Waren oder Dienstleistungen bestimmt und in Klassen eingeteilt, für die man sich einen Namen, ein Wort, Bild, Zeichen etc. schützen lassen kann. Sie besteht aus 45 Klassen, die oft auch als Nizza-Klassen bezeichnet werden.
Es ist möglich, dass sich verschiedene Anmelder dieselbe Wortmarke (z. B. Tempo) eintragen lassen, solange dies in unterschiedlichen Klassen geschieht. Dabei ist jedoch zu beachten, dass auch unterschiedliche Klassen ähnliche Waren bzw. Dienstleistungen enthalten können, so dass eine Eintragung ältere Rechte verletzen würde (z. B. Software in der Klasse 09 und Dienstleistungen eines Programmierers in der Klasse 42).

## Geschichte
Die Markenklassifikation wurde am 15. Juni 1957 in Nizza mit dem Abkommen von Nizza über die internationale Klassifikation von Waren und Dienstleistungen für die Eintragung von Marken international beschlossen und wird daher auch Nizza-Klassifikation genannt.
Seither wird sie alle fünf Jahre in einer revidierten Fassung neu herausgegeben. Um mit der gesellschaftlichen und technischen Weiterentwicklung Schritt halten zu können, werden darüber hinaus seit 2013 jährliche „Versionen“ veröffentlicht, die neue Begriffe oder Streichungen bestehender Begriffe vorsehen können. Größere strukturelle Änderungen (z. B. Klassenänderungen, Schaffung neuer Klassen, Streichung bestehender Klassen) bleiben allerdings weiterhin den alle fünf Jahre erscheinenden „Ausgaben“ vorbehalten. Am 1. Januar 2017 ist die 11. Ausgabe der Internationalen Markenklassifikation in Kraft getreten; seit dem 1. Januar 2019 gilt die „Version 2021“ der 11. Ausgabe.

## Klasseneinteilung
Die Einteilung der Klassen nach § 19 Absatz 1 der Markenverordnung der 9. Ausgabe des Abkommens von Nizza wurden in der 10. Ausgabe geändert. Die vormals geltenden Klassifikationsregeln wurden vollständig überarbeitet, Begriffe neu eingeführt bzw. gestrichen und Zuordnungen zu den einzelnen Klassen wurden geändert.